# Psychoda pinguicula
Psychoda pinguicula är en tvåvingeart som beskrevs av Quate 1967. Psychoda pinguicula ingår i släktet Psychoda och familjen fjärilsmyggor. Inga underarter finns listade i Catalogue of Life.